# Morning Musume Memory Seishun no Hikari
Albums de Morning Musume
First Time
(1998) Second Morning
(1999)
Vidéos par Morning Musume
Hello! First Live at Shibuya Kohkaido
(1998) Morning Musume First Live at Budokan
(2000)
Morning Musume Memory ~Seishun no Hikari~ 1999.4.18 (モーニング娘。Memory〜青春の光〜1999.4.18) est une vidéo musicale du groupe de J-pop Morning Musume, la deuxième d'un concert du groupe.

## Présentation
La vidéo sort aux formats VHS, Laserdisc et DVD le 30 juin 1999 au Japon sous le label zetima (elle sera rééditée au format Blu-Ray le 7 août 2013). Elle atteint la 9e place du classement de l'Oricon, restant classée pendant sept semaines.
Le concert a été filmé trois mois auparavant, le 18 avril 1999 ; il restera le seul concert où le groupe est accompagné par de vrais musiciens au lieu d'une musique pré-enregistrée. C'est le concert de graduation de Asuka Fukuda, au terme duquel elle quitte officiellement le groupe et le Hello! Project pour se consacrer à ses études.
Six chansons sorties en singles sont interprétées, dont les trois figurant sur le dernier single en date, Memory Seishun no Hikari. Deux autres chansons proviennent du premier album du groupe, First Time, et une autre (Koi no ABC) du mini-album Morning Cop - Daite Hold On Me!, tous deux sortis l'année précédente. 
L'une des membres du groupe, Yūko Nakazawa, qui mène en parallèle une carrière en solo, interprète également une de ses propres chansons en solo : Junjō Kōshinkyoku, de son troisième single. Le sous-groupe Tanpopo, composé de trois des membres, interprète quant à lui la chanson de son premier single, Last Kiss. Les dix autres pistes sont des séquences documentaires tournées en coulisses.
Membres
- Morning Musume : Yuko Nakazawa, Aya Ishiguro, Kaori Iida, Natsumi Abe, Asuka Fukuda, Kei Yasuda, Mari Yaguchi, Sayaka Ichii
- Tanpopo : Aya Ishiguro, Kaori Iida, Mari Yaguchi

## Liste des titres
| 1.  | Naichau Kamo.... (「泣いちゃうかも・・・。」)                                | Documentaire                                   |  |
| 2.  | 9:05pm                                                                       | Documentaire                                   |  |
| 3.  | 11:30am Tokyo Kōseinenkin Kaikan (11:30am 東京厚生年金会館)                  | Documentaire                                   |  |
| 4.  | Saigo no Rehearsal (最後のリハ－サル)                                        | Documentaire                                   |  |
| 5.  | 10ppun Mae.... (10分前・・・。)                                              | Documentaire                                   |  |
| 6.  | Summer Night Town (サマ－ナイトタウン)                                       | Single de l'album First Time                   |  |
| 7.  | Koi no ABC (恋のABC)                                                         | de l'album Morning Cop - Daite Hold On Me!     |  |
| 8.  | "Kono hi wa kite hoshikunakatta..." (「この日は来て欲しくなかった・・・。」) | Documentaire                                   |  |
| 9.  | Junjō Kōshinkyoku (純情行進曲) (par Yūko Nakazawa)                           | Single du 2e album à venir de Yūko Nakazawa    |  |
| 10. | Last Kiss (ラストキッス) (par Tanpopo)                                       | Single de l'album à venir Tanpopo 1 de Tanpopo |  |
| 11. | 8:09pm                                                                       | Documentaire                                   |  |
| 12. | Memory Seishun no Hikari (Memory～青春の光～)                                | Single de l'album à venir Second Morning       |  |
| 13. | Happy Night                                                                  | "Face B" du single Memory Seishun no Hikari    |  |
| 14. | Mirai no Tobira (未来の扉)                                                   | de l'album First Time                          |  |
| 15. | Daite Hold On Me! (抱いてHOLD ON ME)                                         | Single de l'album à venir Second Morning       |  |
| 16. | Asuka Call (明日香コ－ル)                                                    | Documentaire                                   |  |
| 17. | Morning Coffee (モ－ニングコ－ヒ－)                                          | Single de l'album First Time                   |  |
| 18. | Never Forget                                                                 | de Memory Seishun no Hikari et Second Morning  |  |
| 19. | Samishii Hi (さみしい日)                                                     | de l'album First Time                          |  |
| 20. | 9:45pm                                                                       | Documentaire                                   |  |
| 21. | Epilogue (エピロ－グ)                                                        | Documentaire                                   |  |